# Charly-Oradour
Charly-Oradour – miejscowość i gmina we Francji, w regionie Grand Est, w departamencie Mozela.
Według danych na rok 1990 gminę zamieszkiwało 385 osób, a gęstość zaludnienia wynosiła 57 osób/km² (wśród 2335 gmin Lotaryngii Charly-Oradour plasuje się na 673. miejscu pod względem liczby ludności, natomiast pod względem powierzchni na miejscu 854.).